# Desdemona
Desdemona este un personaj al piesei de teatru Othello, o tragedie de William Shakespeare (circa 1601–1604).
Personajul shakespearean Desdemona este o tânără aristocrată venețiană, frumoasă și bogată, fiica unui senator al Republicii Venețiane. Desdemona se căsătorește în secret cu Othello, un nobil maur, militar prodigios al Republicii, reușind astfel să îl înfurie și să îl dezamăgească pe tatăl ei.
Conducătorii Republicii decid detașarea militară a lui Othello în Cipru, în vederea posibilei invazii a provinciei de către Imperiul Otoman. Desdemona îl însoțește pe insulă. Acolo, Iago, sfătuitorul lui Othello, animat de invidie și gelozie, crează o plasă de intrigi la adresa Desdemonei.
Din păcate, Iago reușește să îl manipuleze, prin varii tertipuri, pe comandantul trupelor venețiene, astfel incât acesta devine convins de falsa infidalitate a soției sale, care era, de fapt, complet nevinovată. În ultimul act, al cincilea, după alte două decese conexe, Desdemona este ucisă de Othello, care devenise orbit de gelozie. Apoi, aflând cumplitul adevăr, Othello se sinucide, menționând celor participanți la moment, că Iago trebuie pedepsit exemplar și Cassio reinstaurat în fruntea armatei Republicii Venețiene.

## Rolul Desdemonei în piesa Othello

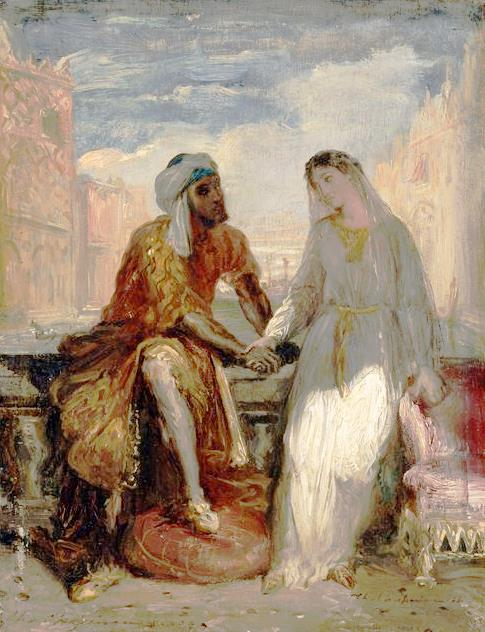
Othello și Desdemona în Veneția de Théodore Chassériau (1819–1856)

În primul act al piesei, Desdemona este etalonată că „ar fi fugit” cu Othello, un militar și nobil maur, aflat în serviciul Republicii Venețiene. În realitate, cei doi se căsătoresc în secret. Aflată în fața Consiliului Republicii, format din Ducele Veneției, nobilii  consilieri și a tatălui său, senatorul Brabantio, Desdemona își argumentează propria sa decizie de a se căsători cu Othello, iubirea și admirația fiind la loc de cinste. Plin de îngrijorare, tatăl Desdemonei acceptă, în final, uniunea celor doi. Oricum, îl avertizează pe proaspătul ginere că și el va fi trădat de soția sa, așa cum aceasta, ca fiică a senatorului a dezamăgit și a înșelat așteptările propriului ei tată.
În fața iminentei invazii a Ciprului, provincie a Republicii, de către trupele Imperiului Otoman, Othello este detașat acolo, pentru a conduce apărarea insulei. Desdemona îl acompaniază împreună cu Emilia, devotata ei slujnică.
În al doilea act, căzând în plasa uneltirilor lui Iago, locotenentul lui Otello, Cassio, intră în dizgrația comandantului său, bând niște vin, înainte de a intra în gardă. Apoi, același uneltitor, Iago, îi sugerează lui Cassio să o roage pe Desdemona să intervină pentru el. Ea acceptă, dar este refuzată vehement de soțul ei. În aceleași secvențe, Iago înceracă să îi sugereze lui Othello că soția sa ar avea o relație amoroasă cu Cassio.
Aici, se impune a preciza că mulți cunoscători și critici ai operelor Marelui Bard argumentează că primele semințe ale îndoielii apar mai devreme, prin semnalul de alarmă dat de Brabantio, tatăl Desdemonei, care își avertizase „proaspătul” ginere, imediat după căsătoria lor, că așa cum fata lui îi înșelase așteptările sale, ar putea, la fel de bine, să înșele și așteptările soțului ei. În original, Brabantio îi spune lui Othello:
„
"Look to her, Moor, if thou hast eyes to see.

She hath deceived her father and may thee." (1.3)
”
În română, distihul de mai sus devine:
| “ | „Privește-o, Maure, dacă ai ochi să vezi. L-a dezamăgit pe tatăl ei și s-ar putea [să o facă] și cu tine.” | ” |

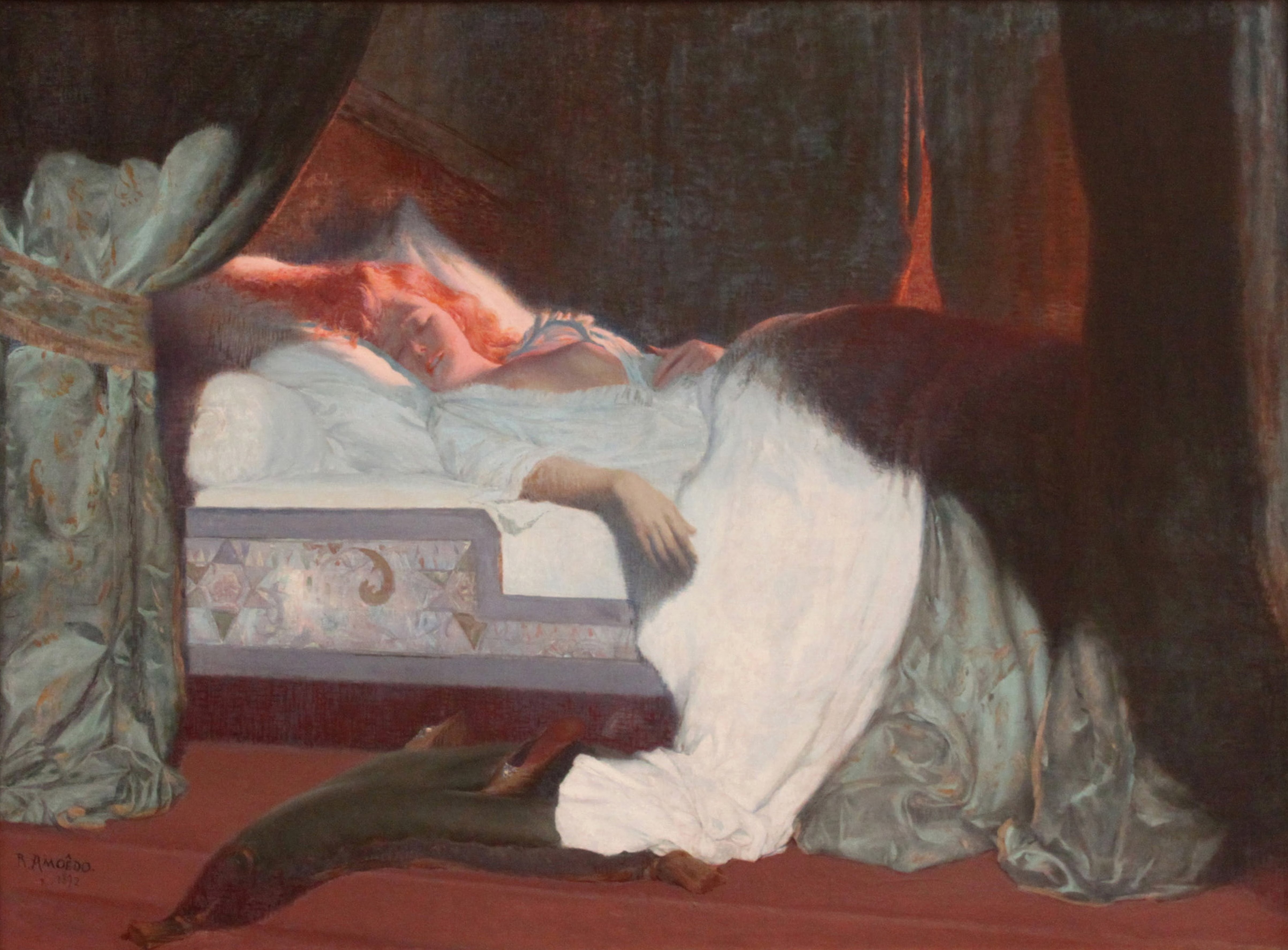
Rodolfo Amoedo – Desdemona

De fapt, confidența Desdemonei în puterea și onoarea dragostei pe care i–o poartă lui Othello este ceea ce determină curajul și siguranța ei în a fi atât de curajoasă și determinată. Dar, aceeași pasiune a dagostei sale este cea care îl tulbură și îl neliniștește pe soțul ei, presărind semințele fricii și suspiciunii.
Atunci când soțul Emiliei, același psihopat Iago, vede batista pierdută a Desdemonei, și-o însușește fară jenă, interzicându-i Emiliei să îi spună Desdemonei despre soarta batistei, folosită ca dovadă falsificată. Apoi, Iago plantează batista în camera lui Cassio. Același Iago, „aranjează” ca Othello să îl vadă pe Cassio cu buclucașa batistă. Comandantul maur acceptă toată înscenarea, ca o confirmare a infidelității Desdemonei, în ciuda evidentei „coaseri cu ață albă,” a acesteia.
Desdemona este, desigur, preocupată de pierderea sau rătăcirea batistei sale, dar menține, cu o logică aristoteliană, că pierderea obiectului vestimentar este și ar trebui să fie privită doar o întâmplare, care ar trebui să fie supusă unei anumite înțelegeri de către Othello. Fiind condiționată să ascundă adevărul, de către Iago, Emilia se comportă anormal, chiar cinic, când Othello o interogheză pe aceasta despre existența batistei. Desdemona este complet confuză despre comportamentul soțului său față de „problema batistei,” tensiunea creată atingând cote înalte odată cu insultarea și lovirea ei în public de către Othello.
Deși este profund afectată de comportamentul brutal al soțului ei, Desdemona continuă să își proclame dragostea ei pentru Othello. În actul final, Othello îi spune sec Desdemonei că știe că ea l-a înșelat cu Cassio și că o va ucide. În ciuda tuturor încercărilor acesteia de a se apăra și de a îl asigura de inocența ei, profund adevărată, Othello refuză să o creadă. Apoi, soțul orbit de gelozie, îi servește soției sale inocente minciuna că Cassio ar fi fost ucis în luptă. Desdemona, care îl admira pe acest loial locotenent al lui Othello, strigă emoționată la auzirea „veștii,” evident falsă. Othello se înfurie și o sugrumă pe Desdemona, ignorându-i rugămințile pentru milă. Când servitoarea ei, Emilia, se grăbește de a intra în cameră, Desdemona se ridică slab pentru a-l apăra pe Othello, și apoi moare.